# Biometal (biología)

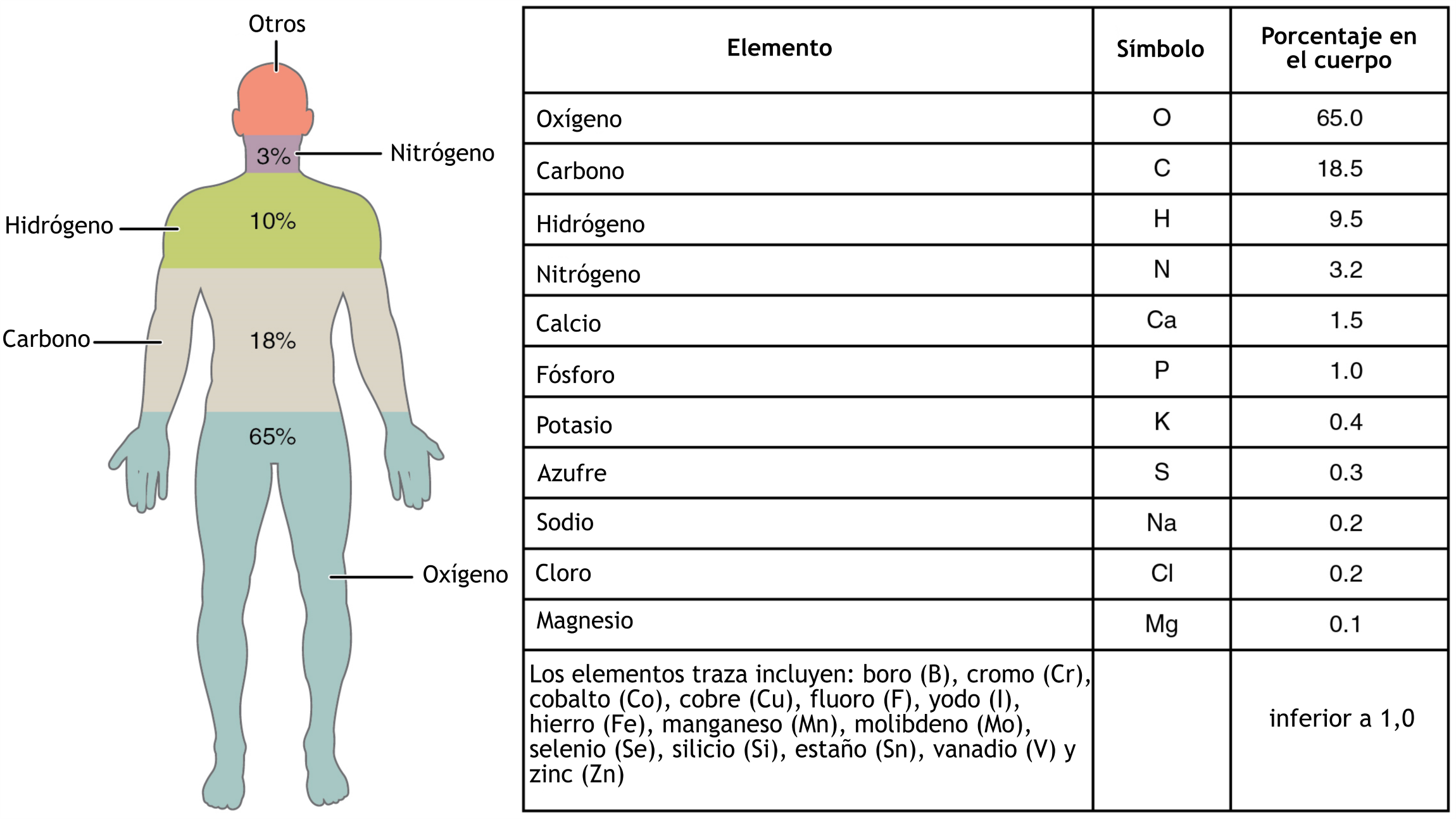
Porcentajes de elementos en el cuerpo humano.

Los biometales son metales normalmente presentes, en cantidades pequeñas pero importantes y mensurables, en la biología, la bioquímica y la medicina. Los metales cobre, zinc, hierro y manganeso son ejemplos de metales esenciales para el funcionamiento normal de la mayoría de las plantas y los organismos de la mayoría de los animales, como el cuerpo humano. Unos pocos (calcio, potasio, sodio) están presentes en cantidades relativamente mayores, mientras que la mayoría de los demás son metales traza, presentes en cantidades menores pero importantes (la imagen muestra los porcentajes para el ser humano). Aproximadamente 2/3 de la tabla periódica existente está compuesta por metales con propiedades variables, lo que explica las diversas formas en que los metales (normalmente en forma iónica) se han utilizado en la naturaleza y la medicina.

## Historia
Al principio, el estudio de los biometales se denominaba química bioinorgánica. Cada rama de la química bioinorgánica estudiaba subcampos particulares y separados de la materia. Sin embargo, esto conducía a una visión aislada de cada aspecto particular en un sistema biológico. Este punto de vista se revisó en un enfoque holístico de los biometales en metalómica .
Los iones metálicos en biología se estudiaron en varias especializaciones. En nutrición, era definir lo esencial para la vida; en toxicología, para definir cómo los efectos adversos de ciertos iones metálicos en los sistemas biológicos y en farmacología por sus efectos terapéuticos. En cada campo, en un principio, se estudiaron y separaron a base de concentración. En cantidades bajas, los iones metálicos en un sistema biológico podrían funcionar con su funcionalidad óptima, mientras que en concentraciones más altas, los iones metálicos pueden resultar fatales para los sistemas biológicos. Sin embargo, se demostró que los gradientes de concentración son arbitrarios, ya que las bajas concentraciones de metales no esenciales (como el litio o el helio ) en metales esenciales (como el sodio o el potasio ) pueden causar un efecto adverso en los sistemas biológicos y viceversa.
Las investigaciones sobre los biometales y sus efectos se remontan al siglo XIX y aún más atrás, al siglo XVIII, con la identificación del hierro en la sangre. En 1869, Jules Raulin demostró que el zinc era esencial para el crecimiento de los hongos de la levadura. Sin embargo, no se demostró la necesidad de zinc en las células humanas hasta finales de los años 30, cuando se demostró su presencia en la anhidrasa carbónica, y hasta los años 60, cuando se identificó como un elemento necesario para el ser humano. Desde entonces, la comprensión del zinc en la biología humana ha avanzado hasta el punto de que se considera tan importante como el hierro. Los avances modernos en tecnología analítica han puesto de manifiesto la importancia de los biometales en las vías de señalización y las ideas iniciales sobre la base química de la vida.

## Biometales naturales
Los iones metálicos son esenciales para la función de muchas proteínas presentes en los organismos vivos, como las metaloproteínas y las enzimas que requieren iones metálicos como cofactores. Los procesos que incluyen el transporte de oxígeno y la replicación del ADN se llevan a cabo utilizando enzimas como la ADN polimerasa, que en los humanos requiere magnesio y zinc para funcionar correctamente. Otras biomoléculas también contienen iones metálicos en su estructura, como el yodo en las hormonas tiroideas humanas.
Los usos de algunos de ellos se enumeran a continuación. La lista no es exhaustiva, porque cubre solo a los principales miembros de la clase; otros que son metales traza de bioconcentración especialmente baja no se exploran aquí. Algunos elementos que son no metales o metaloides (como el selenio ) están fuera del alcance de este artículo.

### Calcio
El calcio es el metal más abundante en los eucariotas y, por extensión, en los seres humanos. El cuerpo está compuesto por aproximadamente un 1,5% de calcio y esta abundancia se refleja en su falta de toxicidad redox y su participación en la estabilidad de la estructura de las membranas y otras biomoléculas. El calcio interviene en la fecundación del óvulo, controla varios procesos de desarrollo y puede regular procesos celulares como el metabolismo o el aprendizaje. El calcio también interviene en la estructura ósea, ya que la rigidez de las matrices óseas de las vértebras es afín a la naturaleza de la hidroxiapatita cálcica. El calcio suele unirse a otras proteínas y moléculas para desempeñar otras funciones en el organismo. Las proteínas unidas al calcio suelen desempeñar un papel importante en la adhesión célula-célula, los procesos hidrolíticos (como las enzimas hidrolíticas como las glicosidasas y sulfatasas) y el plegamiento y clasificación de proteínas. Estos procesos intervienen en la mayor parte de la estructura y el metabolismo celulares.

### Magnesio
El magnesio es el catión libre más abundante en el citosol de las plantas, es el átomo central de  la clorofila y se ofrece como ion puente para la agregación de los ribosomas en las plantas. Incluso pequeños cambios en la concentración de magnesio en el citosol o los cloroplastos de las plantas pueden afectar drásticamente las enzimas clave presentes en los cloroplastos. Se utiliza sobre todo como cofactor en eucariotas y funciona como una clave funcional importante en enzimas como la ARN polimerasa y la ATPasa. En las enzimas fosforilantes como la ATPasa o las quinasas y los fosfatos, el magnesio actúa como un ion estabilizador en los compuestos de polifosfato debido a su acidez de Lewis. También se ha observado que el magnesio es un posible mensajero secundario de las transmisiones neuronales. El magnesio actúa como un inhibidor alostérico de la enzima pirofosfatasa vacuolar (V-PP iasa ). In vitro, la concentración de magnesio libre actúa como un estricto regulador y estabilizador de la actividad enzimática de la V-PP iasa.

### Manganeso
El manganeso, como el magnesio, juega un papel crucial como cofactor en varias enzimas, aunque su concentración es notablemente más baja que la otra. Las enzimas que usan manganeso como cofactor se conocen como "manganoproteínas". Estas proteínas incluyen enzimas, como oxidorreductasas, transferasas e hidrolasas, que son necesarias para las funciones metabólicas y las respuestas antioxidantes. El manganeso desempeña un papel importante en la defensa del organismo, la coagulación de la sangre, la reproducción, la digestión y otras funciones corporales. En particular, en lo que respecta a la defensa del huésped, el manganeso actúa como medida preventiva del estrés oxidativo destruyendo los radicales libres, que son iones que tienen un electrón no apareado en su envoltura exterior.

### Zinc
El zinc es el segundo metal de transición más abundante presente en los organismos vivos, sólo superado por el hierro. Es fundamental para el crecimiento y la supervivencia de las células. En los seres humanos, el zinc se encuentra principalmente en diversos órganos y tejidos como el cerebro, los intestinos, el páncreas y las glándulas mamarias. En procariotas, el zinc puede funcionar como antimicrobiano, las nanopartículas de óxido de zinc pueden funcionar como antibacteriano o antibiótico. La homeostasis del zinc está muy controlada para permitir sus beneficios sin riesgo de muerte por su elevada toxicidad. Debido a la naturaleza antibiótica del zinc, suele utilizarse en muchos fármacos contra las infecciones bacterianas en humanos. A la inversa, debido a la naturaleza bacteriana de las mitocondrias, los antibióticos de zinc también son letales para las mitocondrias y provocan la muerte celular en altas concentraciones. El zinc también se utiliza en varios factores de transcripción, proteínas y enzimas.

### Sodio
El sodio es un metal del que el ser humano ha descubierto gran parte de sus funciones totales en el organismo, además de ser uno de los dos únicos metales alcalinos que desempeñan un papel importante en las funciones corporales. Desempeña un papel importante en el mantenimiento del potencial de la membrana celular y del gradiente electroquímico en el organismo a través de la bomba de sodio-potasio y de las proteínas transportadoras de sodio-glucosa. El sodio también cumple una función en el sistema nervioso y la comunicación celular, ya que inunda los axones durante un potencial de acción para preservar la fuerza de la señal. También se ha demostrado que el sodio afecta a la respuesta inmunitaria tanto en eficacia como en velocidad. Los macrófagos aumentan sus tasas de proliferación en concentraciones elevadas de sal y el organismo utiliza estas concentraciones en regiones aisladas para generar una respuesta inmunitaria más intensa que se desvanece una vez superada la infección.

### Potasio
En las plantas, el potasio desempeña un papel fundamental en el mantenimiento de su salud. Las altas concentraciones de potasio en las plantas desempeñan un papel clave en la síntesis de proteínas esenciales en las plantas, así como en el desarrollo de orgánulos vegetales como las paredes celulares para prevenir los daños de virus e insectos. También reduce la concentración de moléculas de bajo peso molecular, como azúcares y aminoácidos, y aumenta la concentración de moléculas de alto peso molecular, como las proteínas, que también impiden el desarrollo y la propagación de virus. La absorción de potasio tiene una correlación positiva con las acuaporinas y la absorción de agua en las células vegetales a través de las proteínas de la membrana celular. Debido a esta correlación, se ha observado que el potasio también desempeña un papel clave en el movimiento y la regulación estomática, ya que altas concentraciones de potasio se trasladan a los estomas de las plantas para mantenerlos abiertos y promover la fotosíntesis. En los animales, el potasio también desempeña un papel clave, junto con el sodio, en el mantenimiento del potencial de la membrana celular en reposo y en la comunicación célula-célula a través de la repolarización de las vías axónicas tras un potencial de acción entre neuronas. El potasio también puede desempeñar un papel clave en el mantenimiento de la presión arterial en los animales, como demuestra un estudio en el que el aumento de la gravedad de la enfermedad periodontal y la hipertensión estaban inversamente correlacionados con la excreción urinaria de potasio (un signo revelador de una baja ingesta de potasio).

### Hierro
El hierro es también el metal de transición más abundante en el cuerpo humano y se utiliza en varios procesos como el transporte de oxígeno y la producción de ATP. Desempeña un papel clave en la función de enzimas como el citocromo a, b y c , así como complejos de hierro y azufre que juegan un papel importante en la producción de ATP. Está presente en todos los tipos de células del cerebro, ya que el propio cerebro tiene un requerimiento de energía muy alto y, por extensión, un requerimiento de hierro muy alto. En los animales, el hierro juega un papel muy importante en el transporte de oxígeno de los pulmones a los tejidos y de CO2 de los tejidos a los pulmones. Lo hace a través de dos importantes proteínas de transporte llamadas hemoglobina y mioglobina. La hemoglobina en la sangre transporta el oxígeno de los pulmones a la mioglobina en los tejidos. Ambas proteínas son complejos de tetrámero con complejos de proteínas de hierro llamados hemo integrados en cada subunidad del tetrámero. El oxígeno se une al hierro en el grupo hemo a través de enlaces o ligandos basados en afinidad y se disocia de la proteína una vez que ha llegado a su destino. El hierro también puede ser un carcinógeno potencial de tres maneras; la primera es la producción de radicales hidroxilo. Los iones férricos se pueden reducir mediante superóxido y el producto se puede reoxidar mediante peróxido para formar radicales hidroxilo. Los radicales hidroxilo y otras especies reactivas de oxígeno cuando se generan cerca del ADN pueden causar mutaciones puntuales, enlaces cruzados y roturas. El segundo es el refuerzo del crecimiento de células neoplásicas mediante la supresión de las defensas del huésped. El exceso de hierro inhibe la actividad de los linfocitos CD4 y suprime la actividad tumoricida de los macrófagos. La tercera forma en que puede actuar como carcinógeno es funcionando como un nutriente esencial para la proliferación ilimitada de células tumorales.

### Litio
El litio está presente en los sistemas biológicos en cantidades mínimas; sus funciones son inciertas. Las sales de litio han demostrado ser útiles como estabilizadores del estado de ánimo y antidepresivos en el tratamiento de enfermedades mentales como el trastorno bipolar.

## Biometales en medicina
Los iones metálicos y los compuestos metálicos se utilizan a menudo en tratamientos y diagnósticos médicos. Los compuestos que contienen iones metálicos pueden utilizarse como medicamentos, como los compuestos de litio y la auranofina. Los compuestos e iones metálicos también pueden producir efectos nocivos en el organismo debido a la toxicidad de varios tipos de metales. Por ejemplo, el arsénico funciona como un potente veneno debido a sus efectos como inhibidor enzimático, alterando la producción de ATP.